# Bakumacu
Bakumacu (japonsky 幕末, volně přeloženo „konec šógunátu“) je v rámci dějin Japonska označení zhruba pro závěrečnou fázi období Edo v letech 1853–1869, přesněji od vylodění amerických „válečných lodí“ pod vedením komodora Mathewa Perryho a tím ukončení izolace Japonska do konce občanské války Bošin. V této válce císař Meidži porazil šógunát Tokugawa a následně v rámci reforem Meidži přebudoval Japonsko na stát evropského typu.
Nucené zrušení japonského izolacionismu bylo důsledkem americké invaze. Formálně mělo podobu podpisu řady nerovných smluv umožňujícím cizincům otevřít v Japonsku své konzuláty a začít obchodovat. První byla uzavřena Kanagawská smlouva se Spojenými státy americkými v březnu 1854, smlouvy s dalšími mocnostmi následovaly v druhé polovině padesátých let. Součástí smluv se navíc stala i nízká cla.
Nucené otevření obchodu rozvrátilo mocenskou stabilitu japonského státu už tím, že šlo o výrazný krok, ke kterému měly různé části japonské společnosti výrazně odlišné postoje. Z hlediska nacionalistů jejichž vliv začal stoupat, nehájil šógunát dostatečně zájmy Japonska, a vůdčí figuru odporu vůči cizincům našli v císaři. Šógunát byl navíc oslabený tím, že šógun Iesada Tokugawa vládnoucí v letech 1853–1858 byl špatného zdraví a celkově poměrně slabý. Když v roce 1858 ve věku 34 let zemřel bezdětný, vypukly navíc boje o nástupnictví i mezi zastánci šógunátu a v nich došlo i k čistkám, které šógunát dále oslabily. Takto oslabený šógunát už si nebyl schopen jednoduše sjednat autoritu v separatistickým provinciích, zejména v Čóšú a Sacumě. Tou dobou se začínalo hroutit i hospodářství, které nebylo připraveno na otevřený obchod se zahraničím. Část obyvatel bohatla, ale část chudla a rostla její nespokojenost. Zhroutil se monetární systém, který počítal s pevným kurzem mezi zlatem a stříbrem 5:1, zatímco celosvětově se kurz pohyboval v oblasti 15:1 – zahraniční obchodníci začali zlato masivně vykupovat. Cizinci přinesli i nemoci, zejména choleru, na kterou umřely tisíce obyvatel. Navíc aktivně přispívali nestabilitě svými rozhodnutími, komu poskytnou moderní zbraně, i přímými vojenskými intervencemi. Úplně na začátku období navíc stabilitu společnosti načala série zemětřesení, při kterých rovněž zemřely tisíce obyvatel.
Poslední šógun Jošinobu Tokugawa si byl vědom neudržitelnosti situace a koncem roku 1867 sám odstoupil a předal moc císaři, přičemž doufal, že tím pro svou stranu získá přízeň a bude se moci částečně podílet na moci i v novém režimu. Jeho nepřátelé ale vyvinuli snahu bývalé odpůrce zničit a tak ještě vypukla krátká válka Bošin, ve které císařství rozhodně zvítězilo.